# Sudhaus (Unternehmen)
Die Sudhaus GmbH in Iserlohn ist ein 1844 gegründetes, mittelständisches Unternehmen mit den Produktbereichen Schloss und Beschlag, Verschlusstechniken, Automotive.

## Historische Entwicklung
Das Unternehmen wurde 1844 von Eduard Aurand und Heinrich Sudhaus als „Aurand & Sudhaus“ gegründet und produzierte Sporen, Steigbügel, Trensen, Kandaren und Beschläge für Kutschen. Das Unternehmen entwickelte sich zu einem der führenden Hersteller von Beschlägen in Europa 1855 wurden Sudhaus-Produkte auf der Weltausstellung in Paris mit einer Silbermedaille 1. Klasse ausgezeichnet. 1866 arbeiten 110 Mitarbeiter in der Fertigung. Im gleichen Jahr begann Friedrich Soennecken, der spätere Gründer des Büromittelherstellers Soennecken, hier mit einer kaufmännischen Lehre seinen beruflichen Aufstieg. Auf der Melbourne International Exhibition 1880 wurden Geschirre von Sudhaus mit Silber ausgezeichnet.
1889 wurde die Firmenbezeichnung von Aurand & Sudhaus in Heinrich Sudhaus Söhne geändert. Ende der 1890er Jahre wurde nach Plänen des Architekten Otto Leppin die Fabrikgebäude am Gossenweg (heute Teichstraße) in Iserlohn erstellt. Leppin hatte sich mit dem Entwurf der Villa Wessel in Iserlohn bereits einen Namen gemacht.
Die Fertigung für Kutschen und Gespanne stellte bis zum Ersten Weltkrieg einen wichtigen Markt dar. Sudhaus erfuhr im frühen 20. Jahrhundert einen erheblichen Produktionsschub durch Rüstungsaufträge für die Kavallerie sowie die bespannte Artillerie. Nach dem Ersten Weltkrieg verdrängte das Automobil die Kutsche und ein Produktionsschwerpunkt wurde die Herstellung von Schlössern. Bis in die 1950er Jahre zählte Sudhaus dabei auf dem Gebiet von Zubehör für Reiseartikel und Lederwaren zu den Marktführern. Wegen historischer Bedeutung sind Firmenpapiere in den Beständen des Deutschen Museums sowie des NRW Archivs archiviert.
Während des Zweiten Weltkrieges mussten Zwangsarbeiter bei Sudhaus arbeiten, das Unternehmen wurde später von Mitgliedern des Iserlohner Friedensplenums für den Umgang mit Entschädigungsansprüchen kritisiert. Zwischenzeitlich wurden Zwangsarbeiter auf Antrag über das Bundesverwaltungsamt entschädigt.

## Neuere Entwicklung

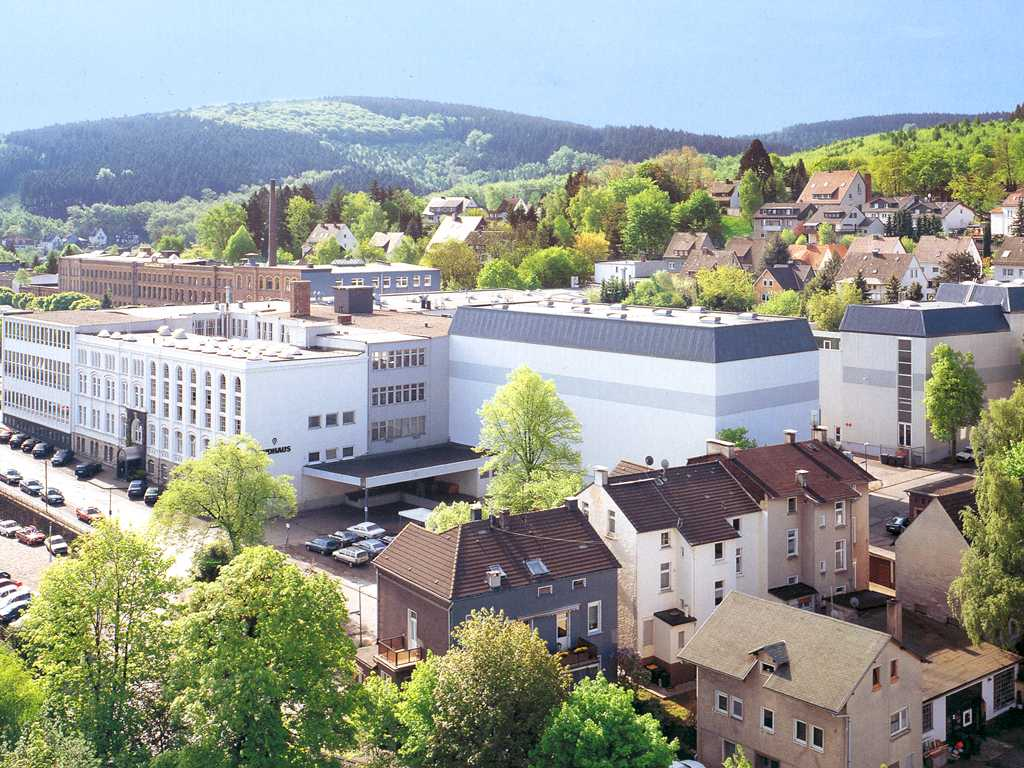
Firmensitz in Iserlohn

In der Nachkriegszeit etablierte sich das Unternehmen als Zulieferer für Koffer-, Schulranzen-, Möbel- und Mülltonnenhersteller. Heute entwickelt und baut es Teile und Baugruppen aus Zink, Blech und Kunststoff nach Auftrag oder eigener Entwicklung. Sudhaus entwickelt aktiv Produkte, produziert und verkauft diese.
Seit 1979 erweitern Artikel für die Automobil- und Sanitärindustrie das Produktionsprogramm. Hier arbeitet das Unternehmen mit Systemzulieferern zusammen und stellt Kunststoff- und Zinkdruckgussteile für Fahrzeuge und sanitäre Einrichtungen her. Zwischen 1993 und 2018 wurde ein Montagestandort im tschechischen Horažďovice genutzt.
Seit 2019 fertigt das Unternehmen ausschließlich in Iserlohn.
In Iserlohn ist der Heinrich-Sudhaus-Weg nach dem Firmengründer benannt.